# Halopegia
Halopegia là một chi thực vật có hoa trong họ Marantaceae.